# ダイヤのジャック (曲)
「ダイヤのジャック」（Jack of Diamonds または Jack o' Diamonds 、 Jack of Diamonds (Is a Hard Card to Play)）は伝統的なフォークソングで、ブラインド・レモン・ジェファーソンによって広められたテキサスの賭け事歌。コンキアンですった鉄道員によって歌われていた。第二次世界大戦以前に、少なくとも12人の白人アーティストによってレコーディングされていた。この曲は"A Corn Licker Still in Georgia"（「ジョージア州のトウモロコシ酒蒸留所」、唄：ライリー・パケット）や "Rye Whisky"（「ライ麦ウィスキー」、テックス・リッター）などの様々なタイトルで録音された。
この曲は"Drunkard's Hiccoughs"（「大酒飲みのひゃっくり」）、"Johnnie Armstrong"（「剛腕ジョニー」）、"Todlen Hame"、"Bacach"、"Robi Donadh Gorrach"、"The Wagoner's Lad"（「荷馬車の若者」）、"Clinch Mountain"（「クリンチ山」）、"The Cuckoo"（「カッコウ」）、"Rye Whiskey"（「ライ麦ウィスキー」）、"Saints Bound for Heaven"（「天国に向かう聖人」）、"Separation"（「別離」）、"John Adkins' Farewell"（「ジョン・アドキンスの別れ」）と言った曲と関連がある。これらの一連の曲はもともとはイギリス諸島から来ているが、北米で最もよく知られている。歌詞は南北戦争の歌である "The Rebel Soldier"（「反逆兵」）に、メロディーはナサニエル・ガウの "An Old Highland Song"（「古きハイランドの歌」）として知られるスコットランドの曲 "Robie Donadh Gorrach" に由来するかもしれない。
ボブ・ディランは「ダイヤのジャック」を録音したことはなかったが、その歌詞をもとにした詩が "Some Other Kinds of Songs"（「ほかの種類の歌」）の題で他の詩と纏められて『アナザー・サイド・オブ・ボブ・ディラン』のジャケット裏面に掲載されている
。
俳優のベン・カラザースは1965年に自身のバンド、ベン・カルーザス＆ザ・ディープの曲を作るのにこの詩を用いた。

## カバー
以下のアーティストや、それ以外もこの曲をレパートリーに加えている。
- ブラインド・レモン・ジェファーソン (1926)
- テックス・リッター (リッターを有名にしたきわめて初期の録音)
- スキップ・ジェイムス
- ジョン・リー・フッカー 2004年リリースのアルバム Jack o' Diamonds: 1949 Recordings に収録
- ジョン・ジェイコブ・ナイルズ
- オデッタ Odetta Sings Ballads and Blues、1956に収録
- ロニー・ドネガン 1957年にシングルで発売 (1985年のアルバム Rock Island Line: The Singles Anthology 1955-1967 に収録)
- ベッティ・ジョンソン 1958年にアトランティック・レコード向けに録音
- マンス・リプスコム
- ランブリン・ジャック・エリオット 複数のLPに収録
- フェンダーメン 1960年のアルバム Mule Skinner Blues に収録
- ザ・バーズ コンピレーション・アルバム Preflyte に収録
- デイリー・フラッシュ（1960年代のシアトルを拠点としたフォークロックバンド） 1966年6月にシングルで発売（1998年にライノ・エンタテインメントからリリースされたコンピレーション・ボックス Nuggets: Original Artyfacts from the First Psychedelic Era, 1965–1968 に収録）
- フェアポート・コンヴェンション 彼らのデビューアルバムに収録。ボブ・ディランとベン・カラザースがクレジットされ、オリジナルをもとにした歌詞が用いられている
- ターボックス・ランブラーズ ファーストアルバムの一曲目に使用
- ウェイロン・ジェニングス アルバム Waylon Forever で .357s と共演
- コーブ・ルンド＆ザ・ハーティン・アルバータンズ アルバム Five Dollar Bill に収録
- デイヴ・マシューズ
- トミー・ジャレル
- ニック・ケイヴ・アンド・ザ・バッド・シーズ 2005年3月22日発売のアルバム B-Sides & Rarities に収録
- P. W. ロング 1997年発売のアルバム We Didn't See You On Sunday に収録
- アレクサンダー・ハッケ & ダニエル・デ・ピチオット 2008年のアルバム Ship Of Fools に収録
- ランブリン・リヴァーサイダース
- スコット・H・バイラム 2014年発売のアルバム Nothin' But Blood に収録
- The Charlatans

## 参考資料
- 1929年にクラレンス・アシュリーしばし "Coo Coo" や "Coo Coo Bird" と題される「カッコウ」は「ダイヤのジャック」と同じような引用がなされている。カバーバージョンがビッグ・ブラザー・アンド・ザ・ホールディング・カンパニーによって "Coo Coo" として録音された[9]。